# Damaged People
Damaged People este o piesă a formației britanice Depeche Mode. Piesa a apărut pe albumul Playing the Angel, în 2005.